# Nickelodeon Kids’ Choice Awards 1996

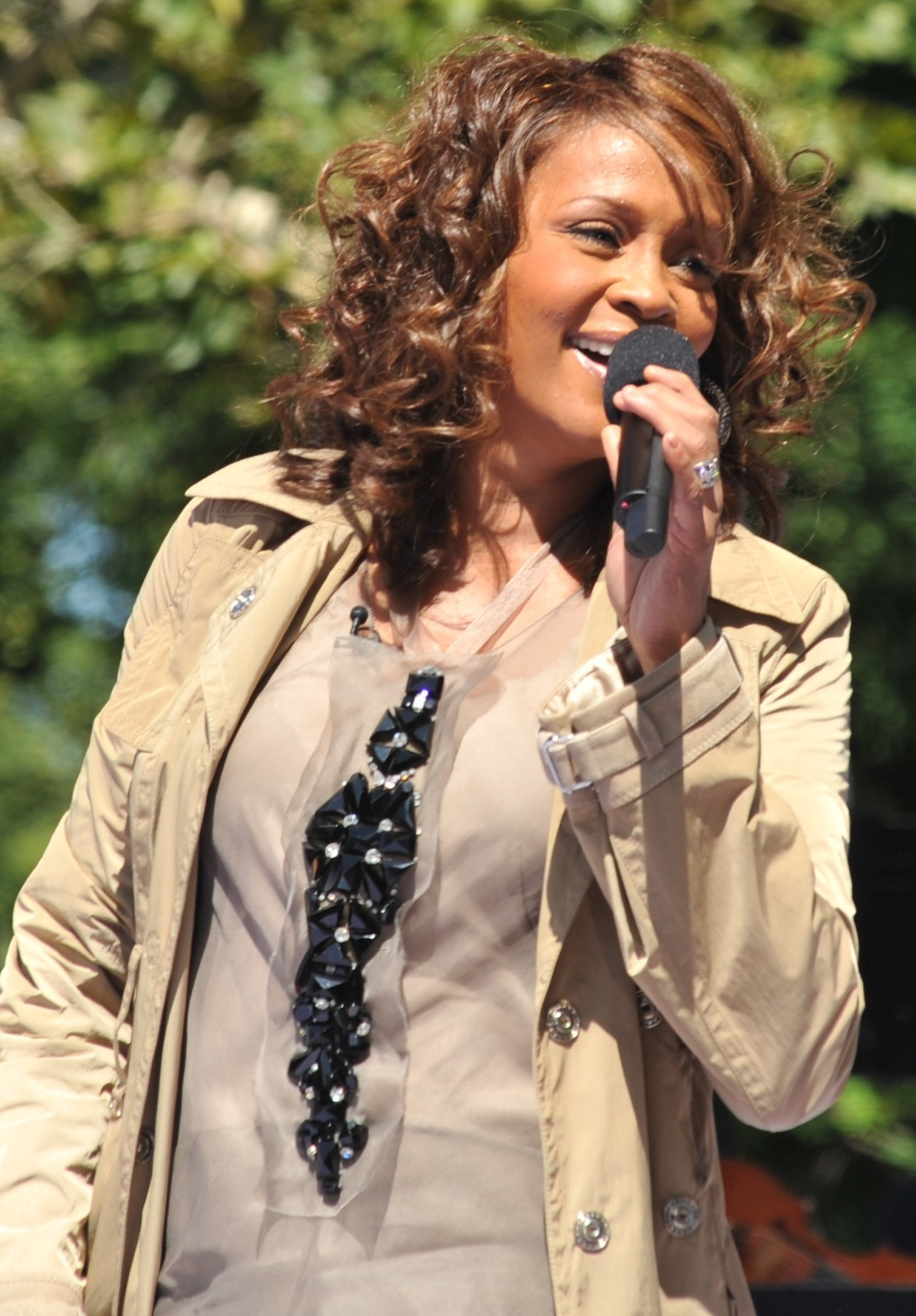
Moderatorin Whitney Houston (2009)

Die Nickelodeon Kids’ Choice Awards 1996 (KCA) fanden am 11. Mai 1996 in den Universal Studios Hollywood in Universal City im Los Angeles County statt. Es war die 9. US-amerikanische Preisverleihung der Blimps. Dies sind orangefarbene, zeppelinförmige Trophäen mit dem Logo des Senders Nickelodeon, die in 16 Kategorien vergeben wurden. Darüber hinaus erhielt der Schauspieler Tim Allen den goldenen Hall of Fame Award. Moderatorin der Verleihung war Whitney Houston, die diese Aufgabe bereits im Vorjahr ausübte. Rosie O’Donnell fungierte als Außenmoderatorin auf einem Schiff im Hafen New Yorks.

## Live-Auftritte
Whitney Houston eröffnete die Show mit ihrer Single I’m Every Woman. All-4-One sangen den Song These Arms und die Band BoDeans präsentierte ihren Titel Closer to Free.

## Schleimduschen
Zur Belustigung erhalten jedes Jahr Prominente eine grüne Schleimdusche, die der Sender Nickelodeon als höchste Würdigung versteht. In diesem Jahr war Queen Latifah an der Reihe.

## Kategorien
Es konnte im Vorfeld auf dem Postweg abgestimmt werden. Außerdem konnte im April 1996 jede Woche in einer anderen Kategorie über eine kostenlose Telefonnummer votiert werden.
Die Gewinner sind fett angegeben.

### Fernsehen
| - Hör mal, wer da hämmert - Alle unter einem Dach - Der Prinz von Bel-Air - Sister, Sister - Rugrats - Animaniacs - Die Simpsons - Doug | - Tia & Tamera Mowry – Sister, Sister - Queen Latifah – Living Single - Roseanne Barr – Roseanne - Tatyana Ali – Der Prinz von Bel-Air - Tim Allen – Hör mal, wer da hämmert - Jaleel White – Alle unter einem Dach - Martin Lawrence – Martin - Will Smith – Der Prinz von Bel-Air |

### Film
| - Ace Ventura – Jetzt wird’s wild - Batman Forever - Casper - Toy Story - Mary-Kate und Ashley Olsen – Eins und Eins macht Vier - Alicia Silverstone – Clueless – Was sonst! - Kirstie Alley – Eins und Eins macht Vier - Nicole Kidman – Batman Forever | - Jim Carrey – Ace Ventura – Jetzt wird’s wild - Jonathan Taylor Thomas – Tom und Huck - Robin Williams – Jumanji - Tom Hanks – Apollo 13 |

### Musik
| - TLC - All-4-One - Boyz II Men - Green Day - Baby – Brandy - Gangsta’s Paradise – Coolio - One Sweet Day – Mariah Carey & Boyz II Men - Waterfalls – TLC | - Brandy - Coolio - Janet Jackson - Michael Jackson |

### Sport
| - Shannon Miller - Kristi Yamaguchi - Nancy Kerrigan - Nicole Bobek - Michael Jordan - Emmitt Smith - Shaquille O’Neal - Troy Aikman | - Orlando Magic - Atlanta Braves - Dallas Cowboys - San Francisco 49ers |

### Andere
| - Donkey Kong Country - Ms. Pac-Man - Tiny Toon Adventures: Buster Busts Loose! (Spiel zur Fernsehserie) - X-Men - Gänsehaut: Das unheimliche Buch der Schauergeschichten – Tales to Give You Goosebump: Special Edition #1 – R. L. Stine - Der Indianer im Küchenschrank – The Indian in the Cupboard – Lynne Reid Banks - Die Babysitterin (Band 4) – The Babysitter IV – R. L. Stine - Disney’s Pocahontas (Illustriertes Buch zum Film) – Gina Ingoglia | - Keiko – Free Willy 2 – Freiheit in Gefahr - Affe Marcel – Friends - Gorilladame Amy – Congo - Schweinchen Babe – Ein Schweinchen namens Babe - Tim Allen - Janet Jackson - Whitney Houston - Whoopi Goldberg |

## Deutschland

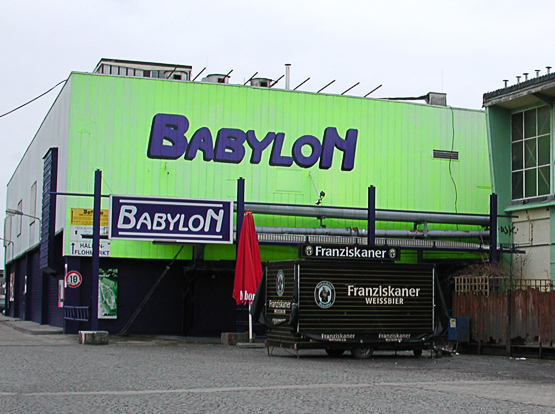
Der Club Babylon, der Veranstaltungsort der Nick-Verleihung ’96

In Deutschland wurde erstmals eine eigenständige deutsche Verleihung mit dem Titel Nick-Verleihung ’96 veranstaltet. Veranstaltungsort der etwa einstündigen Sendung war das Babylon in München. Nach einer Tanznummer eröffnete Blümchen mit ihrer Debüt-Single Herz an Herz die Sendung. Die Gewinner erhielten einen Blimp, der im deutschen Pendant Zeppi genannt wurde. Neben Blümchen traten Construction mit What Is in Love, Double Impact mit Tu, was du willst und Julian mit Es ist geil jung zu sein auf. Blümchen beendete die Verleihung mit ihrem Song Bicycle Race. Die Verleihung wurde von Blümchen und den Nickelodeon-Moderatoren Ralf Kühler und Matthias Keller moderiert.

### Kategorien
Die Zuschauer konnten im Vorfeld im Oktober 1996 vier Wochen lang per Postkarte in neun Kategorien über ihre Favoriten abstimmen. Insgesamt gingen 29.853 Wahlkarten ein. Unter allen Einsendungen wurde ein Kind während der Live-Verleihung ausgelost, das durch ein Gewinnspiel eine Reise zu den Nickelodeon-Studios in Florida gewann. Vergeben wurden die Preise von verschiedenen Laudatoren. Wiederkehrende Laudatoren waren Anna und Hannes, die die Nickelodeon-Zuschauer aus der Serie Von Küste zu Küste kannten.
Die Gewinner sind fett angegeben.
| - Asterix - Lustiges Taschenbuch - TKKG                                               | - Jürgen Klinsmann - Mehmet Scholl - Steffi Graf                                  |
| - Helmut Kohl - Rita Süssmuth - Rudolf Scharping                                      | - Willy - Flipper - Rex                                                           |
| - Die Schlümpfe - Familie Feuerstein - Rugrats                                        | - Der König der Löwen - Ein Schweinchen namens Babe - Werner – Das muß kesseln!!! |
| - Michael Schumacher - Peter Ustinov - Witta Pohl                                     | - Backstreet Boys - Caught in the Act - The Kelly Family                          |
| - Thomas Gottschalk - Heike Makatsch - Matthias Keller, Ralf Kühler und Ute Soldierer |                                                                                   |